# Саломія з головою Іоанна Хрестителя (Караваджо, Лондон)
Саломія з головою Іоанна Хрестителя (Лондон), бл. 1607/1610 — картина італійського майстра Караваджо, яка зараз знаходиться в колекції Національної галереї в Лондоні.

## Історія
Картина була знайдена в приватній колекції в 1959 році. Ранній біограф Караваджо Джованні Беллорі, у записах 1672 року згадує Саломію з головою Іоанна Хрестителя, надіслану художником Великому Магістру лицарів Мальти в надії повернути собі прихильність після виключення з ордена в 1608 році. Проте цілком імовірно, що Беллорі мав на увазі іншу картину Караваджо на ту саму тему (див. Саломію з головою Івана Хрестителя в королівському палаці Мадрида). Обробка та світло, що розгрібає, пов'язують цю картину з роботами, зробленими в Неаполі під час короткого перебування художника в місті протягом 1606—1607 років, враження, яке підтверджується балансами між Саломією та Дівою у Мадонні із чотками та між катам, що тримає голова хрестителя і один з двох мучителів у Христосі біля колони та бичування Христа. З листопада по лютий 2012—2013 рр. ця картина була частиною виставки «Тіла й тіні: Караваджо та його спадщина» в Музеї мистецтв округу Лос-Анджелес (LACMA).